# 42e division d'infanterie (Empire allemand)
Pour les articles homonymes, voir 42e division.
La 42e division d'infanterie est une unité de l'armée allemande qui combat lors de la Première Guerre mondiale. Au déclenchement de la guerre elle forme, avec la 31e division d'infanterie, le 21e corps d'armée rattaché à la 6e armée allemande. La 42e division d'infanterie combat en Lorraine vers Dieuze, vers Lunéville et au nord de Nancy. Elle est ensuite transférée sur la Somme puis occupe un secteur dans cette région jusqu'au début de 1915.
En 1915 la 42e division d'infanterie est transférée sur le front de l'Est en province de Prusse-Orientale. Elle combat à la seconde bataille des lacs de Mazurie puis est engagée lors de l'offensive de Gorlice-Tarnów et occupe ensuite un secteur du front dans la région du lac Narotch durant l'année 1916. En 1917 la division est transférée en Galicie pour s'opposer à l'offensive Kerenski de retour au nord dans les pays baltes, elle participe à la prise de Riga et à l'opération Albion. En janvier 1918 la division est stationnée sur le front de l'Ouest et combat dans les Flandres à la bataille de la Lys puis est engagée dans la bataille du Soissonnais. Elle est ensuite utilisée dans des combats défensifs de l'été et de l'automne. Après la signature de l'armistice la division est ramenée en Allemagne où elle est dissoute au cours de l'année 1919.

## Première Guerre mondiale

### Composition

#### En temps de paix début 1914
- 59e brigade d'infanterie (Sarrebourg)

97e régiment d'infanterie (Sarrebourg)
138e régiment d'infanterie (Dieuze)
- 65e brigade d'infanterie (Morhange)

17e régiment d'infanterie (Morhange)
131e régiment d'infanterie (Morhange)
- 42e brigade de cavalerie (Sarrebourg)

11e régiment d'uhlans (de) (Sarrebourg)
15e régiment d'uhlans (Sarrebourg)
- 42e brigade d'artillerie de campagne (Sarrebruck)

8e régiment d'artillerie de campagne
15e régiment d'artillerie de campagne

#### De la mobilisation à 1915
- 59e brigade d'infanterie

97e régiment d'infanterie
138e régiment d'infanterie
- 65e brigade d'infanterie

17e régiment d'infanterie
131e régiment d'infanterie
- 42e brigade d'artillerie de campagne

8e régiment d'artillerie de campagne
15e régiment d'artillerie de campagne
- 7e régiment de dragons
- 2e et 3e compagnies du 27e bataillon de pionniers

#### En 1916
- 65e brigade d'infanterie

17e régiment d'infanterie
131e régiment d'infanterie
138e régiment d'infanterie
- 42e brigade d'artillerie de campagne

8e régiment d'artillerie de campagne
15e régiment d'artillerie de campagne
- 1(er ?) escadron du 7e régiment de dragons
- 2e et 3e compagnies du 27e bataillon de pionniers

#### 1917
- 65e brigade d'infanterie

17e régiment d'infanterie
131e régiment d'infanterie
138e régiment d'infanterie
- Bataillon de réserve de jäger (chasseurs) de la Garde
- 42e commandement d'artillerie divisionnaire

15e régiment d'artillerie de campagne
- 1(er ?) escadron du 7e régiment de dragons
- 2e et 3e compagnies du 27e bataillon de pionniers

#### 1918
- 65e brigade d'infanterie

17e régiment d'infanterie
131e régiment d'infanterie
138e régiment d'infanterie
- 42e commandement d'artillerie divisionnaire

15e régiment d'artillerie de campagne
2e bataillon du 15e régiment d'artillerie à pied (4e, 11e et 12e batteries)
- 1(er ?) escadron du 7e régiment de dragons
- 2e et 3e compagnies du 27e bataillon de pionniers

### Historique
Au déclenchement de la Première Guerre mondiale, la 42e division d'infanterie forme, avec la 31e division d'infanterie, le 21e corps d'armée rattaché à la VIe armée allemande.

#### 1914
- 31 juillet - 16 août : concentrée en Lorraine, elle franchit la frontière française dans les secteurs de Château-Salins, Dieuze et Réchicourt-le-Château.
- 17 - 21 août : engagée dans une bataille à Morhange, elle combat au nord-est de Dieuze.
- 22 - 26 août : elle poursuit des troupes françaises, prend Lunéville le 22 août. À partir du 24 août, elle est engagée dans la bataille de la trouée de Charmes, attaque Rehainviller et Gerbéviller avec de lourdes pertes.
- 27 août - 18 septembre : en soutien du 2e corps d'armée bavarois, elle est engagée à partir du 4 septembre dans la bataille du Grand-Couronné dans le secteur de Moyen et de Domptail-en-l'Air.

13 septembre : elle se retire du front dans la région de Dieuze.
- 18 septembre - 6 octobre : à partir du 18 septembre, elle connaît des transports par V.F. de Boulay vers la région de la Somme et Cambrai. Engagée dans la bataille d'Albert, elle combat à Gruny et Maucourt vers Chaulnes et Ablaincourt-Pressoir.[n 1]
- 7 octobre 1914 - 25 janvier 1915 : elle occupe et organise défensivement un secteur vers Chaulnes le long d'une route reliant Amiens à Saint-Quentin.

#### 1915 - 1916
- 26 janvier - 3 février : retrait du front, transport par V.F. sur le front de l'Est avec la 31e division d'infanterie en Prusse orientale pour renforcer la VIIIe armée allemande du général Hindenburg[2].
- 4 - 22 février : engagement dans la seconde bataille des lacs de Mazurie, combat dans la région de Augustów.
- 23 février - 6 mars : occupation d'un secteur le long de la Biebrza.
- 6 - 12 mars : combats violents autour de Sejny, violente contre-attaque russe le 9 mars causant de fortes pertes.
- 12 mars - 18 août : mouvement vers le Nord, occupation d'un secteur vers Mariampol.

29 mars - 24 avril : combats nombreux et violents.
- 18 août - 20 septembre : engagement dans l'offensive de Gorlice-Tarnów, poursuite des troupes russes en retraite.

18 - 30 août : Niémen atteint, combats autour de Kauen (Kaunas).
30 août : prise de Vilnius.
20 septembre : lac Narotch (Naratch) atteint, front stabilisé.
- 20 septembre 1915 - 30 avril 1917 : occupation d'un secteur comprenant Krewo, Smarhon, le lac Naratch et Tweretsch.

Automne 1915 : 97e régiment d'infanterie transféré dans la 108e division d'infanterie nouvellement créée.
18 mars - 30 avril : engagement dans l'offensive du lac Narotch, violentes attaques russes qui entraînent de fortes pertes. Combats intenses vers Pastavy.

#### 1917
- 30 avril - 23 août : transport en Galicie orientale et occupation d'un secteur à l'est de Zolotchiv.

14 - 18 juillet : bataille autour de Zolotchiv dans le cadre d'une contre-attaque allemande suivant l'offensive Kerenski.
29 juillet - 23 août : combat le long de la Siret.
- 23 août - 1er septembre : retrait du front, transport en Lituanie.
- 1er - 5 septembre : engagement dans une bataille à Riga.
- 6 septembre - 10 octobre : occupation d'un secteur et combat le long de la Daugava.
- 11 - 20 octobre : engagement dans l'opération Albion.

11 - 16 octobre : conquête de l'île de Saaremaa.
17 - 18 octobre : conquête de l'île de Muhu.
17 - 20 octobre : conquête de l'île de Hiiumaa.
- 20 octobre - 7 novembre : occupation et défenses des îles conquises.
- 7 novembre - 1er décembre : occupation d'un secteur le long de la Styr et de la Stochid.
- 2 - 24 décembre : retrait du front, concentration et transport vers le front de l'Ouest par Varsovie, Thorn, Posen, Leipzig, Dortmund, Cologne, Herbesthal, Bruxelles pour atteindre Ascq[3].
- 24 décembre 1917 - 23 janvier 1918 : repos dans la région de Lille.

#### 1918
- 23 janvier - 22 mars : relève de la 4e division d'infanterie à l'est d'Armentières ; organisation du terrain.
- 22 mars - 9 avril : relève par la 32e division d'infanterie ; repos et instruction.
- 9 - 16 avril : mouvement vers le front, engagement dans la bataille de la Lys vers Merris.[n 2]
- 17 avril - 25 juin : relève par la 12e division d'infanterie ;
  - à partir du 26 avril, relève de la 220e division d'infanterie et occupation d'un secteur plus calme dans la région de Lens[3].
- 25 - 30 juin : relève par la 36e division de réserve, transport par V.F. dans la région au sud-ouest de Soissons ; relève de la 14e division d'infanterie[3].
- 1er - 22 juillet : engagement à partir du 18 juillet dans la seconde bataille de la Marne (bataille du Soissonnais), repli en combattant.[n 3]
- 22 juillet - 22 août : retrait du front, réorganisation à l'aide d'éléments de la 211e division d'infanterie dissoute ; puis mouvement de Laon à Rethel, repos.
- 22 août - 1er octobre : mouvement vers le front, relève de la 28e division d'infanterie[3], combats défensifs devant la progression des Alliés en Champagne.[n 4]
- 1er - 14 octobre : retrait du front, placement en seconde ligne.
- 14 octobre - 11 novembre : mouvement vers le front, occupation d'un secteur vers Olizy. À partir du 3 novembre, la division est opposée à la gauche de l'armée américaine. Après la signature de l'armistice, la 42e division est transférée en Allemagne où elle est dissoute au cours de l'année 1919.

## Chefs de corps
| Grade           | Nom                | Date                            |
| --------------- | ------------------ | ------------------------------- |
| Generalleutnant | Hasso von Bredow   | 1er octobre 1912 - 3 avril 1916 |
| Generalleutnant | Thilo von Hanstein | 4 avril - 6 novembre 1916       |
| Generalleutnant | Ludwig von Estorff | 7 novembre 1916 - 15 mars 1918  |
| Generalmajor    | Carl Buchholtz     | 16 mars 1918 - 14 février 1919  |
| Generalmajor    | Friedrich Zechlin  | 15 février - 10 juillet 1919    |